# 阿尔隆方言
阿尔隆方言是卢森堡语的一种方言，使用于比利时南部的阿尔隆地区。阿尔隆方言所属的卢森堡语被瓦隆尼亚-布鲁塞尔联邦承认为“本土地区语言”（langue régionale endogène）。